# Distrikt Requena
Der Distrikt Requena liegt in der Provinz Requena in der Region Loreto in Nordost-Peru. Der Distrikt wurde am 2. Juli 1943 gegründet. Benannt wurde Der Distrikt nach Francisco Requena y Herrera (1743–1824), Gouverneur von Maynas.
Der Distrikt besitzt eine Fläche von 3074 km². Beim Zensus 2017 wurden 27.232 Einwohner gezählt. Im Jahr 1993 lag die Einwohnerzahl bei 20.314, im Jahr 2007 bei 25.987. Die Distriktverwaltung befindet sich in der 114 m hoch gelegenen Provinzhauptstadt Requena mit 24.418 Einwohnern (Stand 2017).

## Geographische Lage
Der Distrikt Requena liegt im Amazonastiefland im Nordosten der Provinz Requena. Der Distrikt erstreckt sich über den Unterlauf des Río Tapiche sowie den Flussabschnitt des Río Ucayali im Umkreis der Tapiche-Mündung. Die Reserva Nacional Matsés erstreckt sich zum Teil über den Osten des Distrikts Requena.
Der Distrikt Requena grenzt im Westen an die Distrikte Capelo und Puinahua, im Nordwesten an die Distrikte Parinari und Nauta (beide in der Provinz Loreto), im Nordosten an den Distrikt Jenaro Herrera, im Osten an den Distrikt Yaquerana sowie im Süden an die Distrikte Soplin und Tapiche.